# Palinurellus wieneckii
Palinurellus wieneckii is een tienpotigensoort uit de familie van de Palinuridae. De wetenschappelijke naam van de soort is voor het eerst geldig gepubliceerd in 1881 door De Man.